# Máy do thám

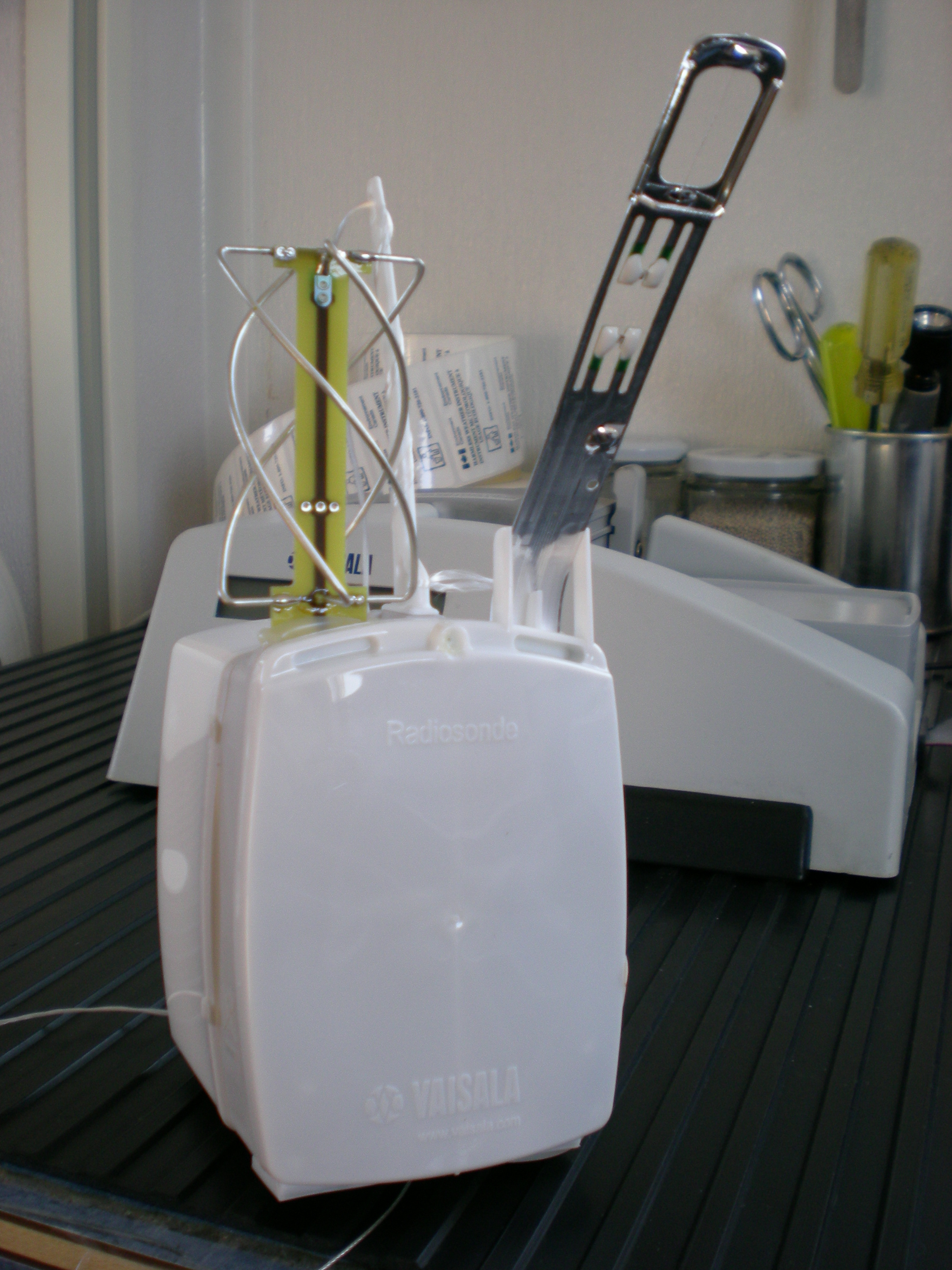
Máy do thám GPS, cỡ 220 × 80 ×75 mm (8.7 × 3.1 × 3 in)

Máy do thám hay Radiosonde là một thiết bị điều khiển từ xa bằng pin và thường được gắn vào bóng thám không để đo các thông số và truyền tải về đài quan sát. Máy do thám hiện đại có thể đo và tính toán các thông số như: độ cao, áp suất, nhiệt độ, độ ẩm tương đối, gió (bao gồm tốc độ gió và hướng gió), tia vũ trụ trong điều kiện khắc nhiệt hoặc một hệ tọa độ địa lý nhất định. Máy do thám có thể đo độ đặc của Ôzôn được gọi là ozonesondes.
Máy do thám hoạt động ở tần số vô tuyến khoảng 403 MHz hoặc 1680 MHz. Máy do thám dùng để đo hướng và tốc độ của gió được gọi là rawinsonde ("radar wind -sonde"). Hầu như toàn bộ các máy do thám đều có radar và được coi là rawinsondes. Máy do thám được thả bởi các máy bay được gọi là dropsonde. Máy do thám cung cấp các dữ liệu cần thiết cho khí tượng học, và đã có hàng trăm số lượng máy do thám được sử dụng trên thế giới mỗi ngày.